# Arsen Geworgian
Arsen Geworgian (urodzony 1 czerwca 1976 roku w Erywaniu) – ormiański judoka, reprezentant Armenii na Letnich Igrzyskach Olimpijskich w 1996 roku.

## Igrzyska Olimpijskie
Arsen Geworgian uczestniczył w turnieju Judo na Letnich Igrzyskach Olimpijskich 1996 w kategorii do 78 kg (waga półśrednia). Na turnieju stoczył jedną walkę, którą przegrał z Chińczykiem Yuan Chao.